# 세사칠렌토
세사칠렌토(이탈리아어: Sessa Cilento)는 이탈리아 캄파니아주 살레르노도에 있는 코무네이다.

## 같이 보기
- 칠렌토·발로 디 디아노 국립공원